# موتورشیپ کلاس دونای
موتورشیپ کلاس دونای (به انگلیسی: Dunay-class motorship) یک کلاس از کشتی است که طول آن ۷۷٫۹۱ متر (۲۵۵٫۶ فوت) می‌باشد.